# Rosemary Wells
Pour les articles homonymes, voir Wells.
Rosemary Wells (née le 29 janvier 1943) est une autrice et illustratrice américaine de livres pour la jeunesse. Elle est connue pour la série Max & Ruby , qui suit les aventures quotidiennes des lapins frères et sœurs, du Max curieux de trois ans et de la Ruby autoritaire de sept ans,, .

## Biographie
Wells est né à New York et a grandi à Red Bank, New Jersey . Elle a épousé l'architecte Thomas Moore Wells en 1963 et a fréquenté la Boston Museum School.